# 順皇后 (明朝)
順皇后周氏（？—？），明朝唐顺王朱宙栐妻。

## 生平
周氏事跡不詳，只知她嫁與朱宙栐。隆武元年（1645年），明紹宗追尊唐顺王为明順帝，追上周氏諡號為順皇后。